# إعادة تدوير الأجهزة

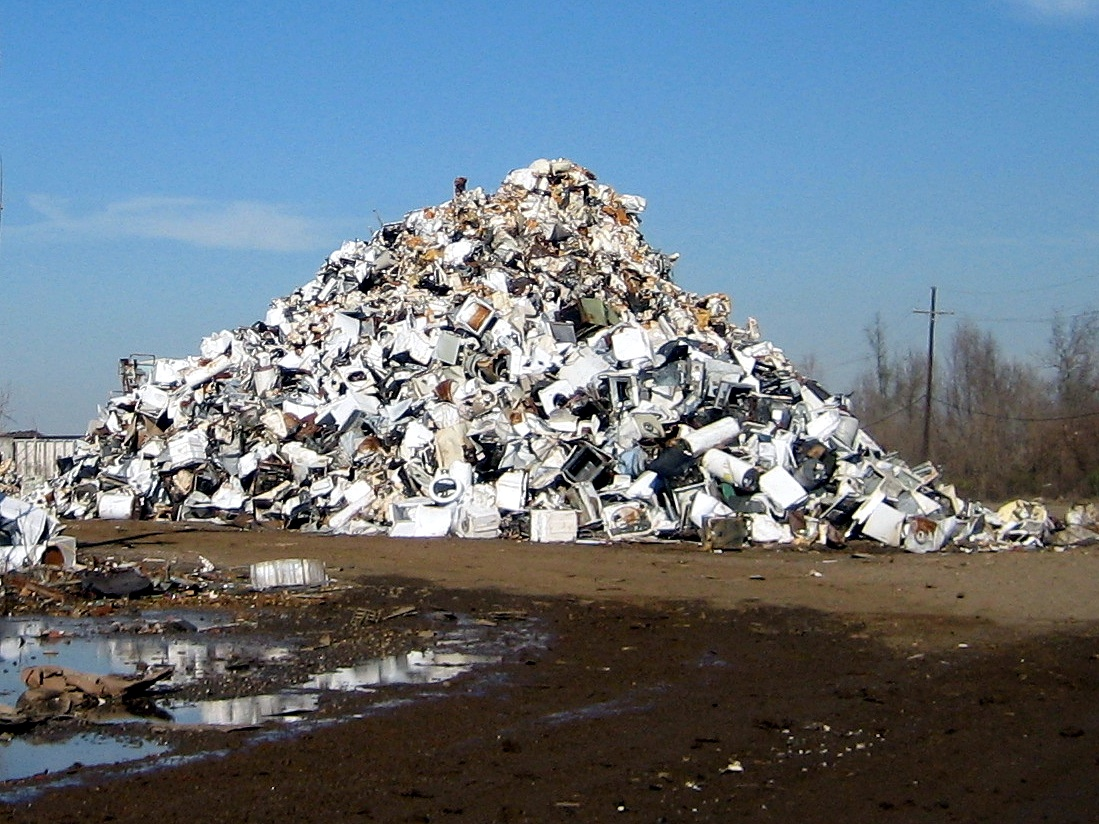
مخلفات الاجهزة المنزلية المتنوعة بتزايد مستمر

إعادة تدوير الأجهزة هي عملية تفكيك نفايات الأجهزة المنزلية وتحويل أجزائها إلى خردة من أجل إعادة استخدامها. تشمل إعادة تدوير الأجهزة لأغراضها الأصلية أو لأغراض أخرى، تفكيك المكونات الخطرة وإزالتها، وتدمير المعدات لاستعادة المواد، عن طريق التقطيع والفرز والتدريج بشكل عام. ازداد معدل التخلص من الأجهزة مع التقدم التكنولوجي. يقود هذا الارتباط مباشرة إلى مسألة التخلص المناسب. تشمل الأنواع الرئيسية للأجهزة التي يعاد تدويرها: أجهزة التلفزيون والثلاجات ومكيفات الهواء والغسالات والحواسيب. يمكن اعتبار الأجهزة بعد إعادة تدويرها موارد قيّمة. يمكن أن تصبح الأجهزة ضارة بالبيئة وملوثة للنظم البيئية، إذا لم يُتخلص منها بشكل صحيح.
تختلف قوة تشريعات إعادة تدوير الأجهزة والنسب المئوية للأجهزة المعاد تدويرها عبر العالم.

## التفكيك
يعدّ التفكيك اليدوي لكل منتج جزءًا أساسيًا من إعادة تدوير الأجهزة. تزيل عملية التفكيك المكونات الخطرة أثناء فرز الأجزاء القابلة لإعادة الاستخدام. تختلف الإجراءات وتعتمد على نوع الجهاز. تعتمد كمية المكونات الخطرة التي يمكن إزالتها أيضًا على نوع الجهاز. تؤدي المعدلات المنخفضة لإزالة المكونات الخطرة إلى التقليل من إمكانية إعادة تدوير المواد القيمة. لكل نوع من الأجهزة مجموعة الخصائص والمكونات الخاصة به. يجعل ذلك توصيف الأجهزة ضروريًا لفرز الأجزاء وفصلها. أصبح البحث عن تفكيك الأجهزة مجال نشط يهدف إلى المساعدة في إعادة التدوير للوصول إلى أقصى قدر من الكفاءة.

### التصنيف
تُستعاد المواد من الأجهزة وفق عملية معينة، إذ تزال الأجزاء بالترتيب من الأكبر إلى الأصغر بشكل عام. تُستخرج المعادن أولاً ثم البلاستيك. تُفرز المواد حسب الحجم أو الشكل أو الكثافة. يعد التحجيم وسيلة جيدة للفرز لتسريع المعالجة المستقبلية، كما أنه يصنف الكسور التي تظهر التركيب. تقسم المواد حسب الكسور الأكبر أو الأصغر بناءً على الأبعاد الأصلية أو الصلابة أو الهشاشة. يساهم تصنيف الشكل في ديناميات المادة. التصنيف حسب الكثافة مهم عندما يتعلق الأمر بتحديد استخدام المادة.

### مثال
تُفرز البطاريات والنحاس أولًا بهدف ضبط الجودة. تُضغظ المواد بعد ذلك، ويستخرج الحديد والفولاذ (معادن حديدية) باستخدام المغناطيس الكهربائي. تُجمع وتصبح جاهزة للبيع، ثم تُفصل المعادن عن اللافلزات باستخدام التيارات الدوامية. تُولد التيارات الدوامية بواسطة الحقول المغناطيسية المتناوبة بسرعة، والتي تحث المعادن على القفز بعيدًا عن اللافلزات، ثم يستخدم فصل الماء لفرز البلاستيك والزجاج من لوحات الدوائر والأسلاك النحاسية. تُباع لوحات الدوائر والمحتوى النحاسي، ويُضغط البلاستيك والزجاج أيضًا لإعادة الاستخدام.

## إعادة التدوير وفق المنطقة
سنت العديد من الدول قوانين وأنظمة بشأن النفايات الكهربائية، على الرغم من كون إعادة تدوير الأجهزة أمر جديد نسبيًا. تضمنت الدول الأولى التي أسست لإعادة تدوير الأجهزة المنزلية اليابان وسويسرا والسويد وهولندا وألمانيا.

### الاتحاد الأوروبي
تحول توجيه النفايات الكهربائية والأجهزة الإلكترونية إلى قانون في الاتحاد الأوروبي عام 2003. يحدد هذا القانون أهداف التجميع وإعادة التدوير والاسترداد لجميع أنواع السلع الكهربائية.

### اليابان
أصبحت اليابان بالفعل منتجًا رئيسيًا للأجهزة الكهربائية مع حلول خمسينيات وستينيات القرن العشرين. أُطلقت أولى مبادرات إعادة التدوير في سبعينيات القرن العشرين. كان التفكيك صعب المنال، بسبب التكاليف. سُنّ قانون إعادة تدوير الأجهزة المنزلية في عام 1998، ودخل حيز التنفيذ في عام 2001، وأصبحت إعادة تدوير المخلفات الكهربائية مطلبًا قانونيًا بموجب قانون إعادة تدوير الأجهزة المنزلية وقانون تعزيز موارد الاستخدام الفعال.

### الصين
تنتج الصين نسبة كبيرة من الأجهزة في العالم، وتستورد كمية كبيرة من نفايات الأجهزة. لم يكن هناك تقدم كبير في كفاءة إعادة تدوير الأجهزة. أدت عمليات التفكيك والمعالجة غير المتطورة في الصين إلى ارتفاع مستويات المواد الكيميائية السامة بالقرب من مواقع نفايات الأجهزة.

### الولايات المتحدة
تعدّ الولايات المتحدة أكبر منتج لنفايات الأجهزة في العالم، ومع ذلك لا يوجد حتى الآن قانون فيدرالي يتطلب إعادة تدوير الأجهزة، وتختلف التشريعات المتعلقة بذلك بين الولايات. نُفّذت العديد من برامج الاسترداد الإلكتروني الإلزامية على مستوى الولايات. هناك أيضًا العديد من شركات إعادة تدوير الأجهزة التجارية.

#### كاليفورنيا
وُقّع مشروع قانون إعادة تدوير النفايات الإلكترونية في كاليفورنيا في عام 2003. أنشأ برنامجًا جديدًا للمستهلكين للاسترداد وإعادة التدوير وضمان التخلص الآمن والسليم بيئيًا من أجهزة عرض الفيديو، مثل أجهزة التلفزيون وشاشات الحواسيب، التي تعتبر نفايات خطرة عند التخلص منها. بدأ المستهلكون في عام 2005 بدفع رسوم تتراوح بين 6 و10 دولارات عند شراء أيّ جهاز إلكتروني. تُستخدم هذه الرسوم لدفع أجور جامعي النفايات الإلكترونية والقائمين بإعادة التدوير، لتغطية تكلفة إدارة النفايات الإلكترونية. يصنف قانون إعادة تدوير النفايات الإلكترونية هذه النفايات الإلكترونية من خلال تقسيم المنتجات إلى فئتين: الأجهزة الإلكترونية والأجهزة الإلكترونية المغطاة.
يشمل قانون إعادة تدوير النفايات الإلكترونية الأجهزة الإلكترونية المغطاة فقط، إلا أنه يجب اتخاذ تدابير إعادة التدوير مع جميع الأجهزة الإلكترونية. تشمل الأجهزة الإلكترونية المغطاة أجهزة التلفزيون والحواسيب ذات شاشات إل سي دي أو التي تحتوي أنبوب الأشعة المهبطية.

### أستراليا
هناك العديد من شركات إعادة تدوير الأجهزة التجارية في أستراليا، وبعض المنظمات التي تزيل نفايات الأجهزة وتقدم حسومات برعاية الحكومة. تقوم بعض متاجر التجزئة مثل أبلاينسيس أونلاين بإزالة أجهزة العملاء القديمة وإعادة تدويرها.

### نيوزيلندا
هناك توجه في نيوزيلندا لإبقاء الأجهزة القديمة والمخلفات الإلكترونية بعيدًا عن مدافن النفايات، وهناك بعض التشريعات التي تعيق ذلك. تعمل بعض الشركات المصنعة مثل فيشر وبايكل على إزالة نفايات الأجهزة وإعادة تدويرها، كما هو الحال في أستراليا.

## توسيع نطاق مسؤولية المنتج
يُعرّف توسيع نطاق مسؤولية المنتج (إي بّي أر) على أنه إستراتيجية لحماية البيئة تجعل الشركة المصنعة للجهاز مسؤولة عن دورة حياته الكاملة، وخاصةً عن «الاسترداد» وإعادة التدوير والتخلص النهائي من المنتج. يجب على الشركات المصنعة بشكل أساسي الآن تمويل معالجة المنتج وإعادة التدوير. تشمل البلدان التي اعتمدت فيها هذه الاستراتيجية للأجهزة المستعملة: سويسرا (1998)، والدنمارك (1999)، وهولندا (1999)، والنرويج (1999)، وبلجيكا (2001)، واليابان (2001)، والسويد (2001)، وألمانيا (2005)، وتوسع نطاقه أيضًا من خلال التشريعات بين بعض بلدان أمريكا الجنوبية مثل الأرجنتين والبرازيل وكولومبيا وبيرو.
تثبت البلدان التي اعتُمد فيها توسيع نطاق مسؤولية المنتج منذ فترة طويلة، أن الجمع بين التشريعات الحكومية وممارسات الشركة السليمة يمكن أن يزيد من معدل الاسترداد وإعادة التدوير، إذ حققت شركة سوني في اليابان على سبيل المثال معدل إعادة تدوير بلغ 53%.
تتمثل الطرق الأخرى التي تتعامل بها البلدان مع موضوع نفايات الأجهزة في تقديم مرافق إعادة التدوير أو حظر الاستيراد. تقدم جميع البلدان تقريبًا مرافق تساعد في إعادة تدوير الأجهزة على الأقل. توسع العديد من البلدان نطاق مسؤولية المنتج، بالإضافة إلى مرافق إعادة التدوير.